# Thyranthrene adumbrata
Thyranthrene adumbrata is een vlinder uit de familie wespvlinders (Sesiidae), onderfamilie Sesiinae.
Thyranthrene adumbrata is voor het eerst wetenschappelijk beschreven door Bartsch in 2008. De soort komt voor in het Afrotropisch gebied.